# 富川国際アニメーション映画祭
富川国際アニメーション映画祭 （プチョンこくさいアニメーションえいがさい、英: Bucheon International Animation Festival）は、毎年10月に韓国の富川（プチョン）で開催されるアニメーションを専門に扱う国際映画祭である。略称はBIAF。

## 概要
1999年に設立され、富川市の韓国漫画博物館をメイン会場として、韓国内外のマンガ・アニメーション、映像、メディア関連学科の学生と教授が中心となって毎年秋に5日間にわたって開催されている。映画芸術科学アカデミー公認の国際映画祭である。
韓国内では初めて開催されたアニメ専門映画祭である。アニメーション作品の上映、発表と特別講義、フォーラム、展示など、さまざまなイベントを行っている。
また、創作・就職・進学関連プログラムを通じて、アニメーション産業の専門人材を発掘、育成し、韓国内外のアニメーション産業ネットワークの構築と相互交流を通じたコンテンツ産業の発展基盤造りを目的としている。
日本国内の作品では『この世界の片隅に』『君の名は。』『若おかみは小学生！』『ふれる。』などがこの映画祭で受賞をしている。

## 部門構成と賞
長編部門
40分以上の作品が対象
- グランプリ （賞金:1000万ウォン）
- 審査員賞 （賞金:200万ウォン）
- 特別優秀賞 （賞金:150万ウォン）
- 観客賞 （賞金:100万ウォン）

短編部門
40分未満の作品が対象
- グランプリ （賞金:800万ウォン）
- 審査員賞 （賞金:200万ウォン）
- 特別優秀賞 （賞金:100万ウォン）
- 観客賞 （賞金:100万ウォン）

学生部門
学生作品が対象、40分以下
- グランプリ （賞金:800万ウォン）
- 審査員賞 （賞金:200万ウォン）
- 観客賞 （賞金:100万ウォン）

TV・CM・MV部門
- 審査員賞 （賞金:200万ウォン）
- 特別優秀賞 （賞金:100万ウォン）

オンライン部門：
- 最優秀賞 （賞金:100万ウォン）

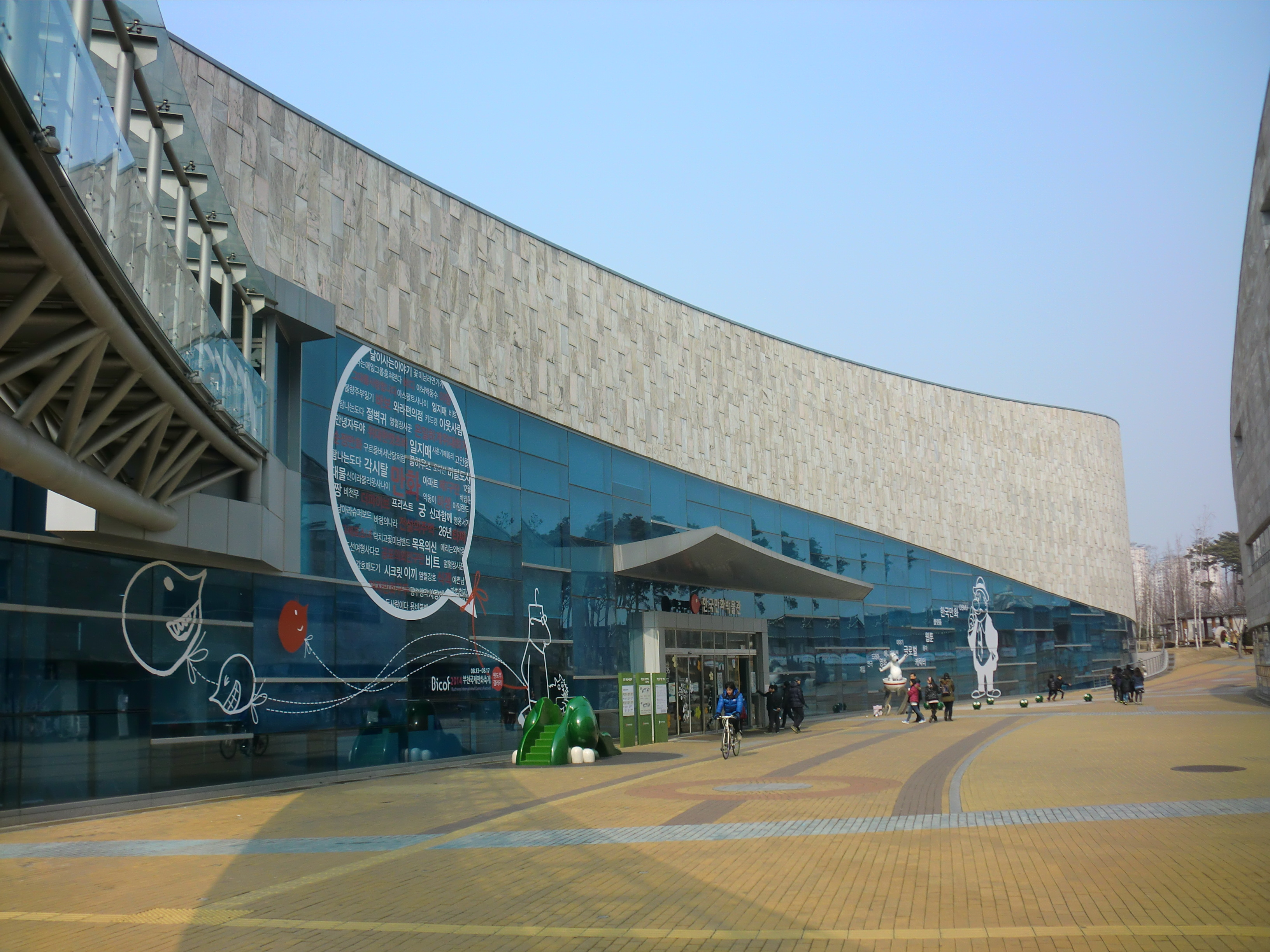
会場の韓国漫画博物館

- ネチズン賞・国際 （賞金:100万ウォン）
- ネチズン賞・国内 （賞金:100万ウォン）